# سومایلا سیدیبه
سومایلا سیدیبه (انگلیسی: Soumaila Sidibe؛ زادهٔ ۱۵ ژوئن ۱۹۹۲) بازیکن فوتبال اهل مالی است.
از باشگاه‌هایی که در آن بازی کرده است می‌توان به باشگاه فوتبال شباب بلوزداد و باشگاه فوتبال اتحاد الجزایر اشاره کرد.
وی همچنین در تیم‌های ملی فوتبال زیر ۲۰ سال مالی و مالی بازی کرده است.